# Norristown
Norristown è una città degli Stati Uniti, capoluogo della contea di Montgomery in Pennsylvania.
Sorge a circa 5 km a nord-est di Filadelfia, della cui area urbana fa parte.
Fondata a fine XVII secolo, guadagnò lo status di borough nel 1812 e di municipalità autonoma nel 1986.
Conta 35748 abitanti al censimento del 2020 e dal 2011 è gemellata con Montella, località dell'Irpinia da cui emigrarono gli antenati di circa cinquemila cittadini di Norristown.

## Storia
Inizialmente Norristown era un'area commerciale per le vicine aree agricole di Filadelfia, ma con l'avvento dei grossi centri commerciali questo tipo di attività si è notevolmente ridotta e poi conclusa.
Attualmente l'economia dell'area si regge principalmente sulla pubblica amministrazione della contea di Montgomery e sulle attività legate alla salute pubblica.
Norristown ha una ricca tradizione musicale e ha dato i natali a numerosi artisti del jazz fra i quali il bassist  Jaco Pastorius e il tastierista Jimmy Smith.

## Società

### Evoluzione demografica
Secondo il censimento del 2000, Norristown ha 31 282 abitanti e 7 144 nuclei familiari. 
La densità abitativa è di 3 421,5 ab/km². Si contano 13 531 unità abitative.
La composizione etnica della popolazione è la seguente 54,32% bianchi, 34,80% afroamericana, 0,20% nativi americani, 2,96% asiatici, 0,03% isole del pacifico, 4,61% altre etnie.

## Amministrazione

### Gemellaggi
- Montella